# یادرانکا جوکیچ
یادرانکا جوکیچ (کرواتی: Jadranka Đokić؛ زادهٔ ۱۴ ژانویهٔ ۱۹۸۱) بازیگر اهل کرواسی است. وی از سال ۱۹۹۹ میلادی تاکنون مشغول فعالیت بوده‌است.
از فیلم‌ها یا برنامه‌های تلویزیونی که وی در آن نقش داشته است، می‌توان به طوفان و درمانگاه کوچک ما اشاره کرد.